# 무아마르 알 카다피
무아마르 무함마드 아부 민야르 알 카다피(아랍어: معمر محمد أبو منيار القذافي 듣기 (도움말·정보), 문화어: 모아메르 엘 가다피, 1942년 6월 7일 ~ 2011년 10월 20일)는 리비아의 군인 겸 정치인이다.

## 이력
1969년, 리비아 육군 중위로 복무 중 군사 쿠데타를 일으켜 왕정을 폐지하고 리비아의 국가원수 겸 국가평의회 의장 겸 총리 겸 국방장관에 올랐다. 1977년 이슬람주의, 범아랍주의, 사회주의를 융합한 자마히리야(인민권력) 체제를 선포한 그는 '인민 직접민주주의'라는 독특한 체체 구축을 명분으로 의회제와 헌법을 폐지, 전제 독재권력을 강화했다.
1972년부터 총리직에서 물러났지만 그 이후에도 정부 문건과 관영 통신에서 '리비아 아랍 자마히리야의 위대한 9월 사회주의 인민 혁명의 수호자' 내지는 '혁명의 지도자이자 수호자'를 자칭하며 민족주의, 반미주의 독재정치를 폈으며, 이러한 이유로 인해 로널드 레이건 전 미국 대통령이 그를 중동의 미친 개라고 비난하기도 하였다.
2009년 2월부터 2010년 1월까지 아프리카 연합 의장을 지냈으며, 리비아 지역이 1551년 오스만 제국의 영토가 된 이래로(당시 트리폴리) 리비아의 최장기 국가 지도자였다.
그러나 2011년 초에 시작된 아랍의 민주화 시위의 영향을 받아 리비아에서도 2011년 2월 카다피 정권에 대항해 반정부 시위가 일어났으며, 2011년 8월 22일 자유 리비아군이 트리폴리에 진입하여 그의 아들 둘을 생포했다. 같은 해 10월 20일 그는 고향 시르테에서 사살되었다.

## 생애

### 생애 초기
출생지는 리비아 시르테 주 시르테 근처로 1942년 유목인인 베두인족의 일파인 카다파 부족 가문에서 태어나 전통적인 베두인식 이슬람 종교 교육을 받으면서 자랐다. 가난한 환경에서 여러 형제와 친척들과 함께 성장했으나 그는 공부와 출세에 대한 의욕, 욕망이 남달랐다고 한다.
1952년 10살 때 방송으로 이집트 대통령 가말 압델 나세르 등이 이집트 왕정을 무너뜨리고 공화정을 선포하자 여기에 영향을 깊게 받아 그의 아랍 사회주의 및 민족주의 의념을 따랐다. 이때부터 카다피는 나세르의 영향을 받아 아랍세계를 통일해 기독교 세계에 대항하려는 의지를 가지게 되었다고 한다. 1956년 수에즈 사태에서는 반이스라엘 시위에 참가했다.

### 청년기

#### 군인 생활
1963년 벵가지의 리비아 대학교를 졸업한 후, 벵가지의 육군사관학교에 입교해 재학 당시부터 동료 생도들과 왕정타도를 목표로 하는 자유장교단을 조직했다. 1965년 사관학교 졸업과 동시에 1년 간 영국으로 유학 겸 파견근무를 하게 되었고, 귀국 후 첫 보직으로 통신부대 장교로 부임하였다. 나중에 그리스 아테네의 헬레나 군사 학교와 영국에서 군사 훈련을 받았다.

#### 쿠데타와 집권 과정

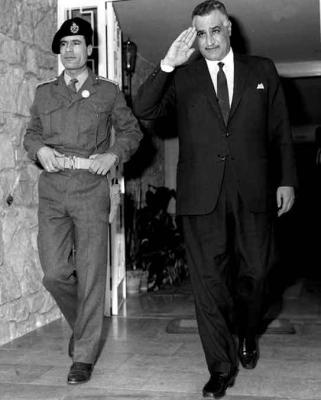
1969년의 중위 시절 카다피(왼쪽). 오른쪽에는 이집트 대통령 나세르.

꾸준히 진급하며 경력을 쌓던 육군 중위 카다피는 1969년 9월 1일 동료 장교들과 함께 수도 트리폴리를 공격하면서 기습적으로 쿠데타를 감행했다. 당시 신병 치료를 위해 튀르키예에 체류 중이던 국왕 이드리스 1세는 객지에서 그대로 퇴위당해 튀르키예로 망명했고, 국가의 중추기관도 유혈 사태 없이 간단히 제압하는 데 성공하였다.
'무혈 쿠데타'로 사실상 정권을 잡은 카다피는 쿠데타 직후 군 총사령관에 올랐고, 이집트의 나세르를 흉내내 대령으로 승격했다. 그 해 11월에 잠정헌법을 공포한 이후 신생 리비아 공화국의 최고 정치 기구인 혁명지도평의회의 의장에 취임했다. 쿠데타 이후 리비아는 왕조가 교체되어 왕정에서 공화정으로 바뀌었다.
1969년 9월 1일 리비아 비상 혁명위원회를 설치하고 비상혁명위원장이 되면서 그는 총리와 국방장관과 국가평의회 의장(의회 의장)과 국가 원수를 모두 겸직한다. 비상 혁명위원회는 1977년 3월 2일까지 존속시킨 뒤 해산한다.

### 집권

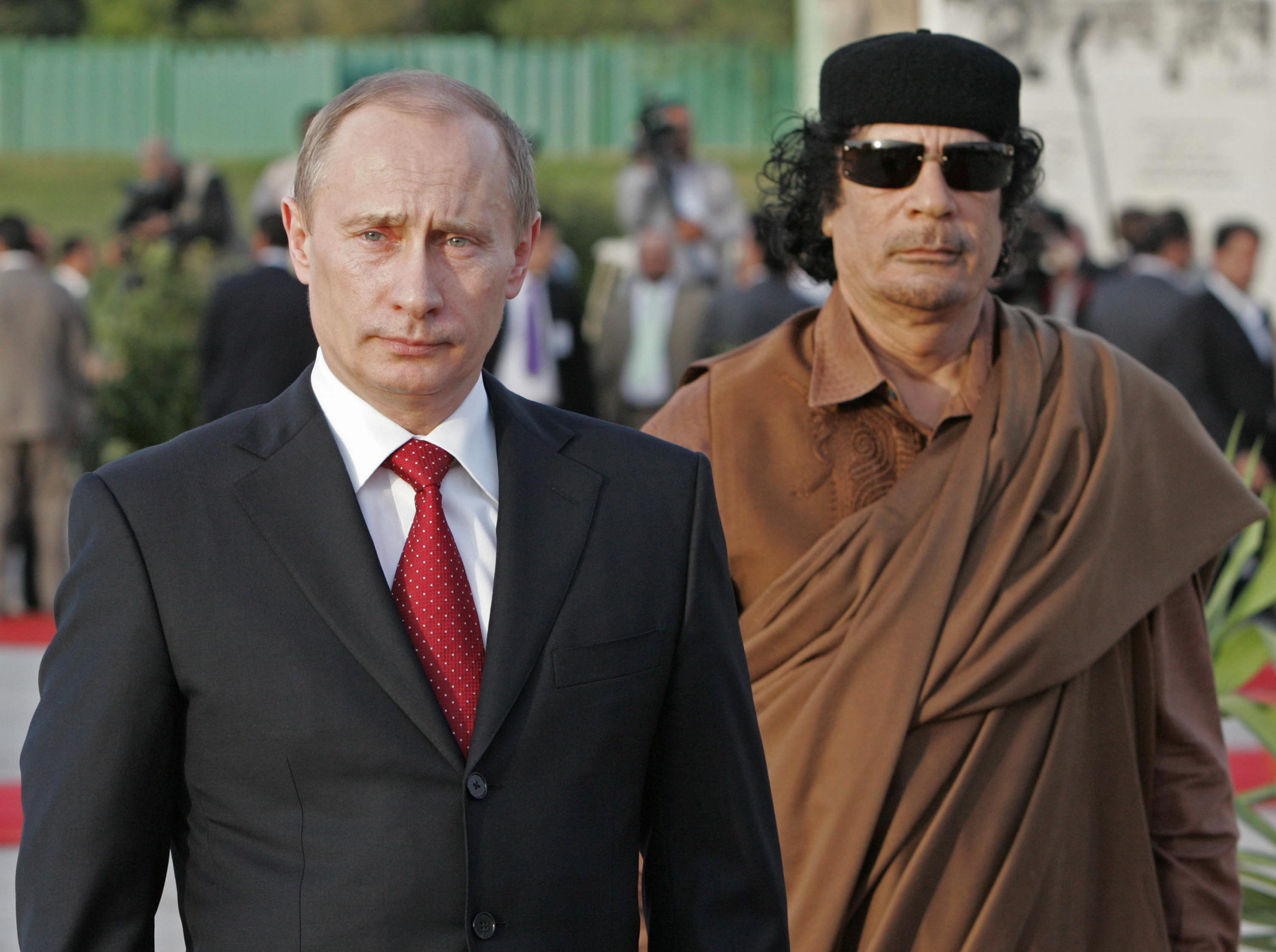
블라디미르 푸틴과 함께 (2008)

#### 집권 초기
1970년부터 2년간 그는 리비아의 총리와 국방장관을 겸했으나 2년만에 총리직과 국방장관직은 내놓고 국가원수 겸 국가평의회 의장으로 머물렀다.
1974년에는 정치이론을 연구하는 데 전념하여 혁명평의회의 의장 권한을 2인자에게 잠시 위임하였고, 다음 해 그의 정치이론을 집대성한 책이 나왔으니, 이것이 녹색서(The Green Book)이다. 1977년 소위 '인민주권확립선언'을 공포한 후 초대 전국인민위원회 서기장에 취임했으나 1979년에 모든 공직에서 사퇴하였다. 그 대신 오로지 혁명지도자라는 명예직함만을 가지고 있지만 사실상의 국가원수이자 리비아의 모든 국가 업무는 카다피의 지도 하에 돌아가게 되었다.

#### 반미주의와 이슬람 사회주의
그 후, 철저히 반미주의를 주창하여 미국 군사기지를 철수시키고, 외국 자본을 추방했으며 이탈리아인, 프랑스인 등을 추방했다. 외국의 석유 회사들을 추방하고, 석유를 국유화했다. 또한 도로와 해운, 항만, 항공 등의 기반시설도 국유화와 국영화로 전환시켰다.
1970년부터 총리·국방장관을 겸하다가 1972년 이들 자리를 내놓고 완전한 이슬람 사회주의 국가를 건설하는 문화대혁명을 주도했다. 엄격한 이슬람 율법에 의해 음주를 금지시키고, 독자적인 직접 민주주의를 구상하였다. 이러한 그의 사상은 《녹색서》(1975)라는 책에 밝혀져 있다. 1978년부터 1987년까지는 리비아와 국경을 접한 차드와의 전쟁에 나섰지만 차드-프랑스 연합군에게 패전하고 만다.
카다피 정권은 반미주의에 입각하여 미국과 서방권을 상대로 로커비 사건 등 수차례의 테러를 감행했다. 미국의 로널드 레이건 대통령은 "리비아는 국제 테러 조직의 본거지이며 세계 각처에서 일어난 테러 사건의 배후 조종자이다. 또한 아랍·아프리카의 온건주의 국가(친서방 국가를 의미함) 지도자들을 타도하기 위한 테러리스트 훈련소를 설치하고 있다."고 비난하면서 리비아를 침공하겠다는 의사를 밝혔다. 1986년에는 미국 공군, 미국 해군이 리비아를 공습했지만 국제 사회는 미국을 규탄, 비난하는 성명을 발표하게 된다.

#### 단일 아랍 국가 건설시도
아랍 민족주의자였던 카다피는 한편, 중동 지역에 단일 아랍 국가를 건설하려는 시도를 했다. 이에 따라 이집트와 아랍 연합 구성에 합의했으나, 중동 전쟁 이후 이집트의 안와르 사다트 대통령이 추진한 평화 정책에 반발하여 양국 관계는 악화되었다. 1980년 시리아와의 합방을 선언했으나, 곧이어 이란-이라크 전쟁이 일어나 합방은 무산되었다.
그는 이라크의 사담 후세인과 이란 호메이니 등에게 사람을 보내 미국과 서구의 이간질이며 싸움을 중단할 것을 촉구했으나 사담 후세인, 호메이니 모두 거절하였다. 카다피는 이란과 이라크 중 한쪽의 편을 들지 않고, 싸움을 중단할 것을 촉구하는 한편 이란-이라크간의 전쟁을 관망하였다.

#### 서방과의 화해 제스처
21세기 초에서는 서방 세계에 대해 화해의 손짓을 내보였다. 2003년 미국의 조지 W. 부시 대통령 등이 이라크를 침공하자 이라크와의 관계를 단절하는 한편 유럽과 서방 세계에 개방을 선언하고, 외부의 학술 연구단의 출입을 완화시키기도 했다.
2004년 미국과 외교관계를 복원시켰으며, 미국은 2006년 리비아를 테러지원국 명단에서 삭제하였다. 2008년 9월 콘돌리자 라이스 미국 국무장관은 트리폴리를 방문하여 카다피와 회담하였다. 또한 과거 이탈리아인의 재산을 몰수하고 추방한 것에 대해 사과하고, 이탈리아의 식민 지배 사과를 받아들였다.

### 리비아 내전과 암살

#### 장기 집권과 내전

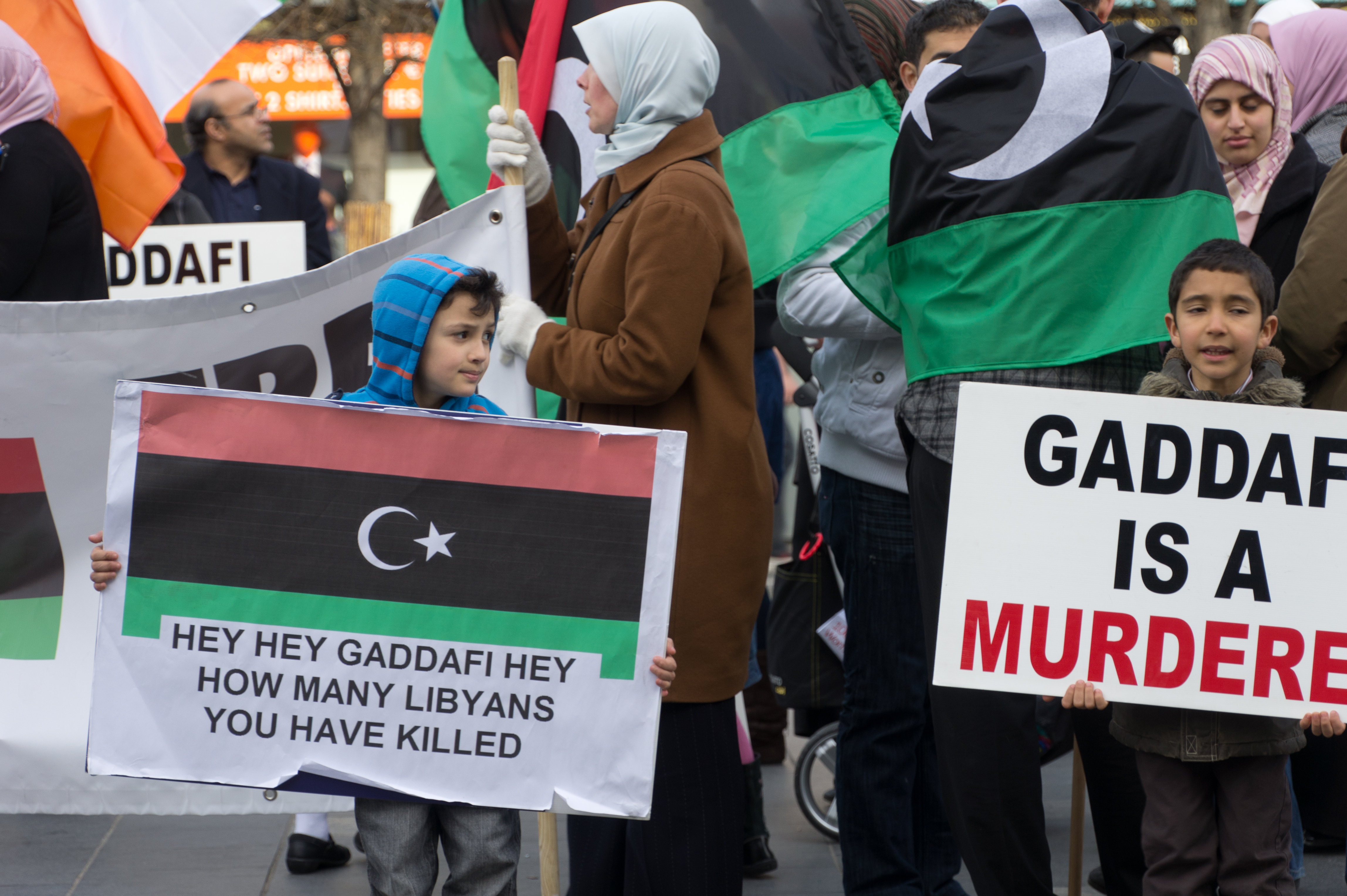
카다피 퇴진 시위

42년간 지속되어온 카다피의 장기집권으로 인하여, 카다피에게 반기를 든 시민군으로부터 그의 정치에 반대하는 반정부 시위가 시작되었다. 반정부 시위 직후 리비아 시민군은 벵가지 등의 도시를 장악 후 나토의 지원을 얻어 트리폴리 시를 점령했다. 이후 카다피의 리비아 정부군이 트리폴리를 빼앗기자 카다피는 시르테에 완전히 고립되었다.

#### 사망
카다피가 사망할 당시 상황은 구체적으로 알려지지 않았으나, 결국 리비아 시민군에게 체포되던 중 시민군의 총격으로 사망한 것으로 확인되었다.

## 저서
- 《그린북》(1975), 한국어판 제목: 그린 북 - 리비아 혁명의 정치철학

## 평가

### 긍정적 평가
그는 집권 초기부터 아랍 사회주의에 근거하여 경제 발전과 군사력 증강을 추진해 왔으며, 외교적인 수완도 뛰어났다. 그는 이집트, 시리아와 함께 아랍 공화국 연방을 창설하려 노력했으며, 리비아 대수로를 건설하였다. 그리고 그는 사막에서 유전을 개발하고 아프리카의 빈국에서 1인당 GDP 1만달러의 경제 부국으로 탈바꿈 시킨 강력한 지도자였으며, UN총회 연설에서 90여분간 미국을 비롯한 서방세계에 대한 비판, 그리고 유럽국가들이 아프리카의 식민지 역사를 가진 나라들에 대한 보상을 해야한다는 요구를 하기도 했던 달변가였다.
또한 그는 집권 이후 리비아의 중요한 경제적 기반인 석유를 국유화하고 이를 통한 수익을 인민들에게 분배함으로써 리비아를 중동에서도 복지 수준이 높은 국가로
탈바꿈 시켰다는 평을 받는았는데, 대표적으로 그가 집권하던 당시 리비아의 노동 복지는 아프리카와 중동을 통틀어 상당히 높은 수준이었으며, 교육·의료가 전면적으로 무상이었다. 교육의 경우는 해외 유학비까지 국가가 부담할 정도였다. 또한 문화적인 면에서 세속주의를 지향하여 여성 인권을 높였으며, 문화 소비재에 대한 전면적인 분배 정책이 실시되었다. 그는 동시에 석유가 고갈될 것을 미리 준비하여 추가적인 대수로 건설을 통해 광범위한 농업 지대를 만들어, 자급자족이 가능한 첨단농업국가를 만드려는 계획을 구상하였다.
그는 팔레스타인과 아프리카 내에 존재하는 흑인해방운동을 비롯한 세계의 혁명단체들에게 무기와 자금을 지원하기도 했는데, 이는 서방세계로부터는 많은 비난을 받았으나 진보적 지식인들과 급진주의자들에게는
높은 평가를 받는 사안이다.

### 비판
그는 비동맹 운동에 참가하고 아프리카 여러 나라에도 지원을 아끼지 않았으나, 오랫동안 장기 집권, 인권 탄압, 테러, 핵실험 등의 의혹으로 인해 국제적으로 많은 비난을 받았다.

## 기타

### 빈 라덴과 알카에다와의 관계
카다피는 오사마 빈 라덴을 상당히 싫어했다고 한다. 카다피와 빈 라덴과의 관계는 빈 라덴이 국제 사회의 수배를 받기 시작한 1998년 3월로 거슬러 올라오는데, 이 시기는 빈 라덴에 대한 인터폴의 첫 체포영장이 발부된 시점이었다. 이 영장은 카다피가 이끄는 리비아 정부의 청구로 발부되었는데, 그 이유는 빈 라덴의 알 카에다가 카다피의 고향인 리비아 시르테에서 독일 정보기관 요원 부부에 대한 살해를 저지른 혐의 때문이었다. 이 사건을 전후로 카다피는 빈 라덴이 이끄는 알 카에다에 대해 증오하게 되었다. 1인 독재를 추구한 카다피는 알 카에다 등 이슬람 원리주의자들도 강력하게 탄압했으며 이에 맞서 알 카에다는 수차례 카다피 암살을 시도했다.
2001년 9.11 테러 이후에 카다피는 미국의 빈 라덴 색출 작전에 협조하며 알 카에다와 줄곧 대립각을 세우기도 했다. 2011년 리비아 봉기가 일어나자, 카다피는 이 사건의 배후로 알 카에다를 지목할 정도로 알 카에다에 대한 심한 반감을 드러냈다.

## 같이 보기
- 반미주의
- 이슬람교
- 이슬람 근본주의
- 민족해방운동
- 아랍의 봄
- 튀니지 혁명
- 이집트 혁명
- 2011년 리비아 내전
- 가말 압델 나세르
- 사담 후세인
- 루홀라 호메이니
- 오사마 빈 라덴